# Дублінська затока
Дублінська затока (ірл. Cuan Bhaile Átha Cliath, англ. Dublin Bay) — затока в місці впадіння річки Ліффі в Ірландському морі. Довжина затоки — 10 км, ширина — 7 км. З півдня, заходу і півночі затока оточує столиця Ірландії місто Дублін.

## Особливості
Відома своїм мілководдям: у затоці багато піщаних мілин, з чим пов'язано багато корабельних аварій протягом всієї історії Дубліна, аж до теперішнього часу кораблі періодично сідають на мілину.